# ۲۱۰۱ ادونیس
سیارک ۲۱۰۱ (به انگلیسی: 2101 Adonis، نامگذاری:1936CA) دو هزار و صد و یکمین سیارک کشف شده‌است که در ۱۲ فوریه ۱۹۳۶ کشف شد.
قدر مطلق سیارک برابر ۱۸٫۷۰ است.

## در داستان‌ها
در کتاب مصور روی ماه قدم گذاشتیم، از مجموعه داستان‌های ماجراهای تن‌تن و میلو، کاپیتان هادوک که مست کرده و به راهپیمایی فضایی رفته به خاطر گرانش سیارک ۲۱۰۱ ادونیس از موشک فاصله می‌گیرد و تبدیل به یک «قمر» به‌دور این سیارک می‌شود تا این‌که تن‌تن دوباره او را نجات می‌دهد.